# Joachim Mössner

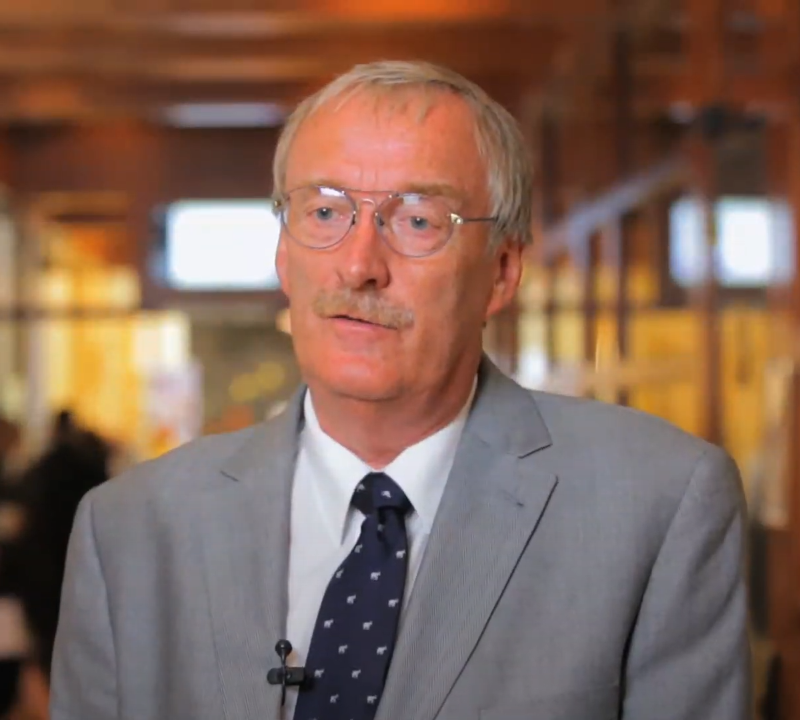
Joachim Mössner, 2014

Joachim Mössner (geboren am 17. November 1950 in Würzburg) ist ein deutscher Internist und Hochschullehrer im Ruhestand.

## Werdegang
Von 1970 bis 1976 absolvierte er ein Studium der Humanmedizin an der Julius‐Maximilians‐Universität Würzburg, es folgte seine Promotion und Approbation im Jahr 1978. In den Jahren 1978 bis 1982 arbeitete Mössner als wissenschaftlicher Assistent an der Medizinischen Universitätspoliklinik in Würzburg.
Von 1983 bis 1985 war Mössner als Stipendiat der Deutschen Forschungsgemeinschaft in San Francisco im Rahmen der Pankreasrezeptorforschung im Labor von John A. Williams tätig, Pankreas-Physiologe an der University of California. 1987 wurde er habilitiert und erhielt die venia legendi der Universität Würzburg. Von 1989 bis 1992 war er als Professor an der Universität Würzburg tätig. Im Jahr 1993 folgte er dem Ruf der Universität Leipzig, wo er den Lehrstuhl für Innere Medizin mit Schwerpunkt Gastroenterologie annahm. In Leipzig band er zahlreiche Forschungsprojekte und Professoren an die Medizinische Fakultät und baute den Wissenschaftsstandort Leipzig aus, von 1996 bis 1997 als Prodekan und von 1997 bis 2002 als Dekan.

## Auszeichnungen und Mitgliedschaften
Mössner gehörte im Jahr 1999 zu den jüngsten Präsidenten seines Gebietes bei der Deutschen Gesellschaft für Gastroenterologie, Verdauungs- und Stoffwechselkrankheiten. Im gleichen Jahr wurde er Mitglied der Nationalen Akademie der Naturforscher Leopoldina. Seine Arbeiten zu den genetischen Risikofaktoren fanden internationale Beachtung. Es folgten Ehrenmitgliedschaften der polnischen Gesellschaft für Gastroenterologie im Jahr 2002, der Tschechischen Gesellschaft für Gastroenterologie seit 2005, seit 2012 Honorary Fellow of the American College of Physicians (FACP hon.) sowie die Ehrenmitgliedschaft der Mitteldeutschen Gesellschaft für Gastroenterologie (MGG).
Seit dem 10. März 2006 ist er Ordentliches Mitglied der Sächsischen Akademie der Wissenschaften zu Leipzig. Zum 1. Januar 2016 wurde er zum Vizepräsidenten ernannt. Darüber hinaus ist er Mitglied des European Pancreatic Club (EPC) sowie der International Association of Pancreatology. Seit 2018 ist Mösner Mitglied des Präsidiums der Arbeitsgemeinschaft der wissenschaftlichen medizinischen Fachgesellschaften (AWMF).
Bereits 1985 wurde Mössner mit dem Konstanzer Medizinischen Förderpreis ausgezeichnet, 1988 folgte dann der Preis für klinische Gastroenterologie – Martin Gülzow.
Im Jahr 2017 wurde sein Lebenswerk von der europäischen Pankreas-Gesellschaft mit dem "Lifetime Achievement Award" ausgezeichnet. Für sein Engagement in der Fort- und Weiterbildung der Ärzteschaft erhielt Mössner im Jahr 2018 die Ernst-von-Bergmann-Plakette der Bundesärztekammer. 2022 wurde er mit dem Verdienstorden der Bundesrepublik Deutschland ausgezeichnet.

## Forschungsschwerpunkte
Mössner beschäftigt sich intensiv mit der Pathogenese der chronischen Pankreatitis, dem Pankreas- und dem Gallenwegskarzinom sowie mit der interventionellen Endoskopie.
Bis zu seinem Ruhestand im Jahr 2018 leitete Mössner die Klinik und Poliklinik für Gastroenterologie und Rheumatologe, Department für Innere Medizin, Neurologie und Dermatologie am Universitätsklinikum Leipzig.